# كأس أوروبا 1991–92
دوري أبطال أوروبا 1991-1992 فاز فريق برشلونة للمرة الأولى بهذه البطولة بعد أن تغلب على فريق سامبدوريا بنتيجة 1-0 ، أحرز الهدف اللاعب رونالد كومان خلال الوقت الإضافي بعد أن انتهى الوقت الأصلي بالتعادل 0-0. أقيمت المبارة النهائية بين الفريقين في ملعب ويمبلي في العاصمة الإنجليزية لندن بتاريخ 20 مايو من عام 1992،
وكان مدرب برشلونة حينها الهولندي يوهان كرويف وأشهر اللاعبين آنذاك هم غوارديولا وكومان وخريستو ستويتشكوف .
كانت هذه آخر بطولة تحت اسم كأس أوروبا قبل استبدال اسمها لتصبح دوري أبطال أوروبا، وشهدت هذه البطولة أول ظهور للأندية الإنجليزية بعد غياب دام ستة سنوات بسبب حادثة ملعب هيسل سنة 1985. 

## الأندية المشاركة
| فلامورتاري فلوره       | أوستريا فيينا       | رويال أندرلخت | إيتار               |
| أبولون ليماسول         | سبارتا براغ         | نادي بروندبي  | أرسنال              |
| هلسنكي                 | مارسيليا            | هانزا روستوك  | كايزرسلاوترن        |
| باناثينايكوس           | نادي بودابست هونفيد | فرام ريكيافيك | سامبدوريا           |
| يونيون لوكسمبورغ       | هامرون سبارتانز     | آيندهوفن      | بورتاداون           |
| روسنبورغ               | زاغويمبيه لوبين     | بنفيكا        | دوندالك             |
| يونيفيرسيتاتيا كرايوفا | رينجرز              | دينامو كييف   | نادي برشلونة        |
| غوتبورغ                | غراسهوبر زيوريخ     | بشكتاش        | النجم الأحمر بلغراد |

## النهائي
| سامبدوريا | 0–1   | برشلونة           |
| --------- | ----- | ----------------- |
|           | تقرير | رونالد كومان 112' |